# Nigel Maynard
Sir Nigel Martin Maynard KCB CBE DFC AFC (* 28. August 1921 auf dem Militärflugplatz RAF Cranwell; † 18. Juni 1998) war ein britischer Luftwaffenoffizier der Royal Air Force, der zuletzt im Range eines Generals (Air Chief Marshal) von 1976 bis 1977 Kommandierender General des Luftangriffskommandos (RAF Strike Command) war. Als er am 8. Mai 1976 zum Air Chief Marshal befördert wurde, war es zum ersten Mal in der Geschichte der RAF, dass ein Vater und ein Sohn in diesen hohen Dienstgrad befördert wurden. Seinem Vater F. H. Maynard war dieser Dienstgrad während des Zweiten Weltkrieges am 1. Juli 1941 verliehen worden.

## Leben

### Pilotenausbildung und Zweiter Weltkrieg

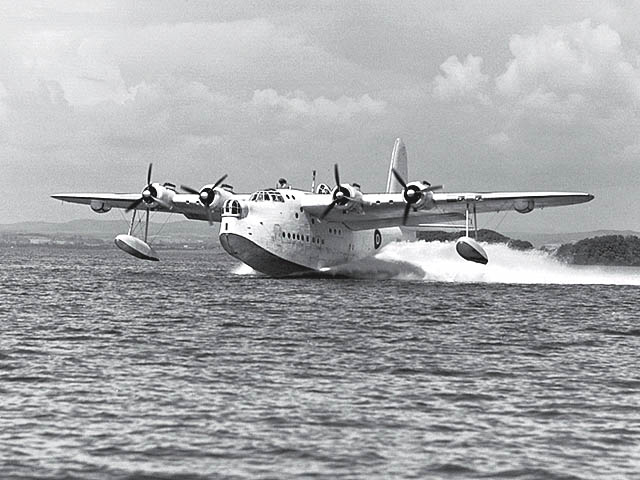
Zu Beginn des Zweiten Weltkrieges war Maynard Pilot von Flugbooten vom Typ Short Sunderland bei der No. 210 Squadron

Maynard war das erste Kind, das auf dem Militärflugplatz RAF Cranwell geboren und dort auch in einem der Hangars getauft wurde, und Sohn des Hauptmanns Forster Maynard, der während des Zweiten Weltkrieges als Kommandierender General des Küstenkommandos (RAF Coastal Command) am 1. Juli 1941 zum Air Chief Marshal befördert worden war. 
Nach dem Besuch der Aldenham School in Eltsree begann Nigel Maynard seine fliegerische Ausbildung 1940 als Flight Cadet am Royal Air Force College Cranwell, der Offiziersschule der RAF. Aufgrund des Beginns des Zweiten Weltkrieges wurde die Ausbildung stark verkürzt, so dass er bereits am 21. Juni 1940 als Berufssoldat (Permanent Commission) in die RAF aufgenommen und zum Leutnant (Pilot Officer) befördert wurde. Daraufhin wurde er Pilot von Flugbooten vom Typ Short Sunderland beim No. 210 Squadron RAF auf dem Militärstützpunkt RAF Oban. Nach der Verlegung seiner Einheit nahm er im Laufe des Krieges an Kampfeinsätzen im Mittelmeerraum, in Westafrika und im Nahen Osten teil.
Am 21. Juli 1941 wurde Maynard zum Oberleutnant (Flying Officer) befördert und wechselte im weiteren Kriegsverlauf als Pilot von Short Sunderlands zur No. 228 Squadron RAF. Dort wurde ihm am 28. Juli 1942 das Distinguished Flying Cross (DFC) verliehen. 1944 wurde er Aide-de-camp des Oberkommandierenden im Mittelmeerraum und Mittleren Osten. Zuletzt war er gegen Kriegsende 1945 Pilot bei Einheiten des RAF Transport Command.

### Stabsoffizier in der Nachkriegszeit
Nach Kriegsende wurde Maynard am 21. Mai 1946 zum Hauptmann (Flight Lieutenant) befördert, wobei diese Beförderung auf den 21. Januar 1944 zurückdatiert wurde. Im Anschluss folgte eine Verwendung als Flugausbilder, wofür ihm am 1. Januar 1947 das Air Force Cross (AFC) verliehen wurde. Acht Monate später erfolgte am 1. August 1947 seine Beförderung zum Major (Squadron Leader). Als solcher übernahm er im Februar 1949 sein erstes Befehlskommando, und zwar als Kommandeur (Commanding Officer) der No. 242 Squadron RAF. Mit dieser Einheit flog er Versorgungseinsätze der Berliner Bevölkerung während der Berliner Luftbrücke.
Im Anschluss wurde er im April 1950 Offizier im Luftwaffenstab des Luftfahrtministeriums (Air Ministry) und war nach seiner Beförderung zum Oberstleutnant (Wing Commander) am 1. Januar 1952 Absolvent des RAF Staff College Bracknell. Nach deren Abschluss wurde er am 12. Januar 1953 Stabsoffizier beim Generalinspekteur der Luftwaffe (Inspector-General of the RAF), Air Marshal Stephen Strafford. Anschließend wurde er 1954 zum Stab des Bomberkommandos (RAF Bomber Command) versetzt und 1957 als Absolvent zum Joint Services Staff College (JSSC). Am 30. Dezember 1957 wurde er Leitender Stabsoffizier SASO (Senior Air Staff Officer) der No. 25 Group RAF und als solcher am 1. Januar 1959 zum Oberst (Group Captain) befördert.
Am 26. Februar 1960 wurde Maynard Kommandeur des Luftwaffenstützpunktes RAF Changi in Singapur und fungierte daneben zwischen dem 1. Januar 1961 und dem 16. Februar 1965 auch als Aide-de-camp von Königin Elisabeth II. Er wurde am 1. Januar 1963 Commander des Order of the British Empire (CBE). Nach seiner Rückkehr aus Singapur wurde er am 19. Dezember 1962 Leiter der operativen Gruppe im Hauptquartier des Transportkommandos sowie am 1. Dezember 1964 Leiter der Abteilung für Verteidigungsplanung der Luftwaffe im Luftwaffenstab.
In dieser Funktion erfolgte am 1. Januar 1965 auch Maynards Beförderung zum Air Commodore. 1966 übernahm er die Funktion des Leiters der Abteilung Verteidigungsplanung und war zugleich Vorsitzender des Verteidigungsplanungsstabes (Defence Planning Staff). 1967 war er zudem Absolvent des Imperial Defence College in London.

### Aufstieg zum Air Chief Marshal
Als Nachfolger von Air Vice Marshal Deryck Stapleton wurde Maynard am 22. April 1968 zum Kommandanten des RAF Staff College Bracknell ernannt und als solcher am 1. Juli 1968 auch zum Generalmajor (Air Vice Marshal) befördert. Auf diesem Posten folgte ihm am 27. September 1970 Air Commodore Michael Beetham.
Er selbst wurde daraufhin am 1. Oktober 1970 zunächst Chef des Stabes der Luftstreitkräfte im Nahen Osten (RAF Far East Air Force) und knapp einen Monat später am 7. November 1970 Nachfolger von Air Vice Marshal Neil Wheeler als Oberkommandierender (Air Officer Commanding in Chief) der RAF Far East Air Force. Er war der letzte Oberkommandierende dieses Luftwaffenkommandos und verblieb dort bis zum 31. Oktober 1971. Am 1. Januar 1971 wurde er zudem Companion des Order of the Bath (CB).
Anschließend wurde Maynard am 8. Januar 1972 erster Chef des Stabes und stellvertretender Oberkommandierender des Angriffskommandos (RAF Strike Command) und wurde in dieser Verwendung am 1. Juli 1972 auch zum Generalleutnant (Air Marshal) befördert. Am 1. Januar 1973 wurde er zum Knight Commander des Order of the Bath (KCB) geschlagen, so dass er seither den Namenszusatz „Sir“ führte. Er wurde im März 1973 durch Air Marshal Peter Horsley abgelöst. Daraufhin wurde er am 3. April 1973 Nachfolger von Air Marshal Harold Brownlow Martin als  Oberkommandierender (Commander in Chief) der britischen Luftstreitkräfte in Deutschland (RAF Germany). Zugleich war er in dieser Zeit Kommandeur der 2. Taktischen Luftflotte 2TAF (RAF Second Tactical Air Force). Er bekleidete diese Funktionen bis zu seiner Ablösung durch Air Marshal Michael Beetham am 19. Januar 1976.
Maynard wurde am 8. Mai 1976 zum General (Air Chief Marshal) befördert. Zum ersten Mal in der Geschichte der RAF wurden damit ein Vater und ein Sohn in diesen hohen Dienstgrad befördert. Zwei Wochen später wurde er schließlich am 21. Mai 1976 als Nachfolger von Air Chief Marshal Denis Smallwood Kommandierender General (Air Officer Commanding-in-Chief) des Luftwaffenangriffskommandos (RAF Strike Command). Auf diesem Posten wurde er im Mai 1977 durch Air Chief Marshal David Evans abgelöst und schied daraufhin am 21. Mai 1977 aus dem aktiven Militärdienst aus.